# Нова-Аурора (Гояс)
Нова-Аурора (порт. Nova Aurora) — муниципалитет в Бразилии, входит в штат Гояс. Составная часть мезорегиона Юг штата Гойас. Входит в экономико-статистический микрорегион Каталан. Население составляет 1988 человек на 2006 год. Занимает площадь 302,660 км². Плотность населения — 6,6 чел./км².

## Статистика
- Валовой внутренний продукт на 2003 год составляет 11 243 730,00 реалов (данные: Бразильский институт географии и статистики).
- Валовой внутренний продукт на душу населения на 2003 год составляет 5736,60 реалов (данные: Бразильский институт географии и статистики).
- Индекс развития человеческого потенциала на 2000 год составляет 0,785 (данные: Программа развития ООН).